# М75 (миномёт)
М75 — 120-мм миномёт югославского производства. Разработан Белградским военно-техническим институтом. На сегодняшний день миномёт производится сербской компанией PPT-Namenska AD и боснийской компанией BNT.

## Описание
Миномёт М75 применяется в качестве огневой поддержки пехоты для уничтожения живой силы и огневых позиций противника, прокладывания проходов через проволочные заграждения и минные поля, разрушения укреплённых объектов, разрушения элементов инфраструктуры, освещения и постановки дымовых завес, а также для огневой поддержки пехотных батальонов. 
M75 обеспечивает скорострельность до 15 выстрелов в минуту и имеет возможность более длительного ведения огня при ведении непрерывных обстрелов. Перевод из транспортного положения в боевое занимает всего 30 секунд. Поскольку миномёт относительно небольшой, его можно легко сбрасывать с воздуха. Для стрельбы используется прицел НСБ-4Б.

## Технические характеристики
| Максимальная дальность: | 9500 м                                                                 |
| Минимальная дальность:  | 297 м                                                                  |
| Масса:                  | 178 кг (без боеприпасов)                                               |
|                         | 261 кг (при установке на прицеп)                                       |
| Скорострельность:       | 15 выстрелов/мин в первую минуту, 9 выстрелов/мин в последующую минуту |
| Расчёт:                 | 4+1                                                                    |

### Боеприпасы
Осколочно-фугасные миномётные снаряды
- 120-мм осколочно-фугасный миномётный снаряд Mk12P1-L
- 120-мм осколочно-фугасный миномётный снаряд М62P8

Дымовые миномётные снаряды 
- 120-мм дымовой миномётный снаряд М89
- 120-мм дымовой миномётный снаряд M64P2
- 120-мм дымовой миномётный снаряд M64P3
- 120-мм дымовой миномётный снаряд Mk12
- 120-мм дымовой миномётный снаряд Mk12-L

Осветительные миномётные снаряды
- 120-мм осветительный миномётный снаряд М91
- 120-мм осветительный миномётный снаряд М87P1

## На вооружении
- НКР[6]
- Босния и Герцеговина: 100[7]
- Хорватия[8]
- Грузия: 33[9]
- Сербия[10]